# سینما خر (مشمشه)
سینما خر (مشمشه) نام فیلمی به کارگردانی و نویسندگی شاهد احمدلو و محصول سال ۱۳۹۷ می‌باشد. برای نخستین بار در سینما پوریا شکیبایی فرزند  خسرو شکیبایی  در این فیلم به ایفای نقش پرداخته‌است.

## سایر عوامل
- مدیر تولید:مسعود علیشاه
- مدیر تدارکات:محمدولی احمدلو
- دستیار اول کارگردان و برنامه‌ریز:ماکان رضایی پور
- طراح صحنه و لباس:محسن غلامی
- مدیر صدابرداری: سامان شهامت
- طراح گریم:احسان روناسی

## خلاصه داستان
داستان یک گروه فیلمبرداری را روایت می‌کند که در حال ساخت فیلمی هستند. آنان برای چند سکانس از فیلم احتیاج به یک خر دارند و همین امر کل گروه را با ماجراهای مختلفی مواجه می‌کند …